# Willie McCarter
William "Willie" J. McCarter (Gary, Indiana, 26 de julio de 1946) es un exjugador de baloncesto estadounidense que jugó 3 temporadas en la NBA. Con 1,90 metros de altura, lo hacía en la posición de base. Es hermano del también exjugador profesional Andre McCarter.

## Trayectoria deportiva

### Universidad
Jugó durante tres temporadas con los Bulldogs de la Universidad de Drake, en las que promedió 19,7 puntos y 3,8 rebotes por partido. Entre las cinco mejores temporadas en anotación en la historia de jugadores de Drake, McCarter tiene dos de ellas, siendo el tercer máximo anotador de la historia de la universidad. Fue elegido en sus dos últimas temporadas en el mejor quinteto de la Missouri Valley Conference.

### Profesional
Fue elegido en la duodécima posición del Draft de la NBA de 1969 por Los Angeles Lakers, donde jugó dos temporadas como suplente de Jerry West. En la primera de ellas los Lakers alcanzaron las Finales, donde cayeron derrotados ante New York Knicks en el séptimo partido. McCarter colaboró esa temporada con 7,7 puntos y 2,3 asistencias por partido.
En octubre de 1971 fue cortado por los Lakers, fichando como agente libre por Portland Trail Blazers. Allí jugaría una temporada más, con pocos minutos de juego, tras la cual se retiraría definitivamente. En su corta trayectoria profesional promedió 7,0 puntos y 2,0 asistencias por partido.

## Estadísticas de su carrera en la NBA

### Temporada regular
| Temporada | Edad | Equipo                 | Liga | P   | TIT | MIN  | TC  | TCA | %TC  | 3P | 3PA | %3P | TL  | TLA | %TL  | R.OF. | R.DEF. | REB | ASIS | ROB | TAP | PER | FP  | PTS |
| 1969-70   | 23   | Los Angeles Lakers     | NBA  | 40  |     | 21.5 | 3.3 | 8.7 | .378 |    |     |     | 1.1 | 1.5 | .717 |       |        | 2.1 | 2.3  |     |     |     | 1.8 | 7.7 |
| 1970-71   | 24   | Los Angeles Lakers     | NBA  | 76  |     | 18.0 | 3.3 | 7.8 | .417 |    |     |     | 0.6 | 1.0 | .597 |       |        | 1.6 | 1.7  |     |     |     | 2.0 | 7.1 |
| 1971-72   | 25   | Portland Trail Blazers | NBA  | 39  |     | 15.7 | 2.6 | 6.6 | .401 |    |     |     | 0.9 | 1.4 | .673 |       |        | 1.1 | 2.2  |     |     |     | 1.5 | 6.2 |
| Total     |      |                        | NBA  | 155 |     | 18.3 | 3.1 | 7.7 | .402 |    |     |     | 0.8 | 1.2 | .656 |       |        | 1.6 | 2.0  |     |     |     | 1.8 | 7.0 |

### Playoffs
| Temporada | Edad | Equipo             | Liga | P  | MIN | TCA | TC | 3PA | 3P | TLA | TL | R.OF. | REB | ASIS | ROB | TAP | PER | FP | PTS | %TC  | %3P | %FT   | MIN  | PTS | REB | AST |
| 1969-70   | 23   | Los Angeles Lakers | NBA  | 5  | 14  | 3   | 7  |     |    | 1   | 1  |       | 3   | 3    |     |     |     | 2  | 7   | .429 |     | 1.000 | 2.8  | 1.4 | 0.6 | 0.6 |
| 1970-71   | 24   | Los Angeles Lakers | NBA  | 12 | 232 | 27  | 76 |     |    | 1   | 6  |       | 26  | 17   |     |     |     | 30 | 55  | .355 |     | .167  | 19.3 | 4.6 | 2.2 | 1.4 |
| Total     |      |                    | NBA  | 17 | 246 | 30  | 83 |     |    | 2   | 7  |       | 29  | 20   |     |     |     | 32 | 62  | .361 |     | .286  | 14.5 | 3.6 | 1.7 | 1.2 |

## Vida posterior
Tras dejar el baloncesto como jugador, se dedicó a la tarea de entrenador, comenzando en el Battle Creek Harper Creek High School, para después pasar a la pequeña universidad de North Dakota State y posteriormente de nuevo  a otro high school, el de Grand Rapids Ottawa Hills. En 1979 se hizo cargo del equipo de los Titans de la Universidad de Detroit Mercy, donde permaneció 3 temporadas.
En septiembre de 2005 cambió su vida, tras sufrir un derrame cerebral tras un intenso chequeo médico, al que siguieron dos más pequeños en los nueve meses siguientes.